# Libia en los Juegos Olímpicos de Tokio 2020
Libia estuvo representada en los Juegos Olímpicos de Tokio 2020 por cuatro deportistas, tres hombres y una mujer, que compitieron en cuatro deportes.
El portador de la bandera en la ceremonia de apertura fue el remero Al-Husein Gambur. El equipo olímpico libio no obtuvo ninguna medalla en estos Juegos.